# Дубровщина (Гомельская область)
Дубровщина (бел. Дуброўшчына) — деревня в Запольском сельсовете Рогачёвского района Гомельской области Белоруссии.

## География
В 11 км на запад от районного центра и железнодорожной станции Рогачёв (на линии Могилёв — Жлобин), 132 км от Гомеля.
На востоке мелиоративный канал и река Добрица (приток реки Друть).

## История
Основана в начале 1920-х годов переселенцами из соседних деревень на бывших помещичьих землях. В 1931 году жители вступили в колхоз. Во время Великой Отечественной войны в июне 1944 года оккупанты сожгли деревню. 8 жителей погибли на фронте. Согласно переписи 1959 года в составе колхоза имени С. М. Кирова (центр — деревня Заполье). В 1975 году в деревню переселилась часть жителей деревни Маньки (не существует).

## Население
- 1959 год — 95 жителей (согласно переписи).
- 2004 год — 1 хозяйство, 1 житель.

## Транспортная сеть
Транспортные связи по просёлочной, затем автомобильной дороге Бобруйск — Гомель. Планировка состоит из короткой прямолинейной меридиональной улицы, застроенной двусторонне, деревянными усадьбами.